# And (ätt)
And var en betydande ätt i Uppland och är känd sedan 1200-talet.  Ätten slöts 1317.
1. Anders - endast känd genom sönernas patronymikon. Gift med en dotter till Israel Erlandsson (Finstaätten).
  1. Andreas Andreae - magister (Paris), domprost i Uppsala. Satt i Magnus Ladulås råd 1288, och Birger Magnussons råd 1304. Skänkte 1291 sitt hus i Paris till en stiftelse för studerande från Uppsala stift. Död 1317. Ärvdes av Ramborg Israelsdotter.
  2. Israel Andersson - känd 1281, död 1289. Riddare, lagman i Tiundaland. Var gift med Ramfrid Gustavsdotter (lejon) från Västergötland. Kända barn: [1]
    1. Kristina Israelsdotter (And), gift med Björn Näf, och mor till Nils Björnsson (Färla, Björn Näfs ätt)
    2. Katarina Israelsdotter (And),  gift med Tomas Jonsson (Grip), och mor till Margareta Tomasdotter (Grip), Jon Tomasson (Grip) och Harald Tomasson (Grip).
    3. Ragnvald And
    4. Ramborg Israelsdotter (And), var först gift med Karl Gregersson av Bjälboättens oäkta gren, sedan med Arvid Gustavsson (Sparre av Vik), riddare och hertigarna Eriks och Valdemars råd, död 1317 i samband med Nyköpings gästabud. Ramborg skrev sig 1303 till Vik som hon torde ha ärvt efter sin far. Fru Ramborg byggde Västeråkers kyrka i Hagunda härad, Uppland. Hennes gravplatta, gjuten av koppar i Flandern, bär förmodligen ett för tidigt dödsår (1327). Hon levde sannolikt några år in på 1330-talet, och var mor till Gustav Arvidsson (Sparre av Vik), och Kristina Arvidsdotter (Sparre av Vik).